# Exercice naval multilatéral Milan
 (mars 2025).
 (mars 2025).
La mise en forme du texte ne suit pas les recommandations de Wikipédia : il faut le « wikifier ».
Les points d'amélioration suivants sont les cas les plus fréquents :
- Les titres sont pré-formatés par le logiciel. Ils ne sont ni en capitales, ni en gras.
- Le texte ne doit pas être écrit en capitales (les noms de famille non plus), ni en gras, ni en italique, ni en « petit »…
- Le gras n'est utilisé que pour surligner le titre de l'article dans l'introduction, une seule fois.
- L'italique est rarement utilisé : mots en langue étrangère, titres d'œuvres, noms de bateaux, etc.
- Les citations ne sont pas en italique mais en corps de texte normal. Elles sont entourées par des guillemets français : « et ».
- Les listes à puces sont à éviter, des paragraphes rédigés étant largement préférés. Les tableaux sont à réserver à la présentation de données structurées (résultats, etc.).
- Les appels de note de bas de page (petits chiffres en exposant, introduits par l'outil «  Source ») sont à placer entre la fin de phrase et le point final[comme ça].
- Les liens internes (vers d'autres articles de Wikipédia) sont à choisir avec parcimonie. Créez des liens vers des articles approfondissant le sujet. Les termes génériques sans rapport avec le sujet sont à éviter, ainsi que les répétitions de liens vers un même terme.
- Les liens externes sont à placer uniquement dans une section « Liens externes », à la fin de l'article. Ces liens sont à choisir avec parcimonie suivant les règles définies. Si un lien sert de source à l'article, son insertion dans le texte est à faire par les notes de bas de page.
- La présentation des références doit suivre les conventions bibliographiques. Il est recommandé d'utiliser les modèles {{Ouvrage}}, {{Chapitre}}, {{Article}}, {{Lien web}} et/ou {{Bibliographie}}. Le mode d'édition visuel peut mettre en forme automatiquement les références.
- Insérer une infobox (cadre d'informations à droite) n'est pas obligatoire pour parachever la mise en page.

Pour une aide détaillée, merci de consulter Aide:Wikification.
Si vous pensez que ces points ont été résolus, vous pouvez retirer ce bandeau et améliorer la mise en forme d'un autre article.

L' Exercice naval multilatéral Milan, (en Hindi: Modèle:IAST, lit. regroupement, confluence) est une opération multilatérale de la Marine indienne existant depuis 1995 et ayant lieu tous les deux ans. L'exercice a aussi pour but de renforcer l'interopérabilités des marines.

## Historique

### 1995
Incluant le Sry Lanka, l'Indonésie, Singapour et la Thaïlande.

### 2014

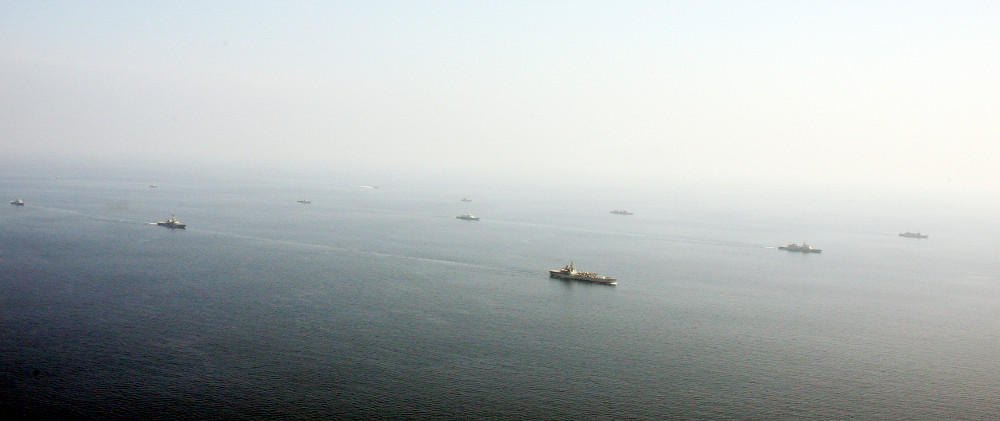
En 2014.

### 2017

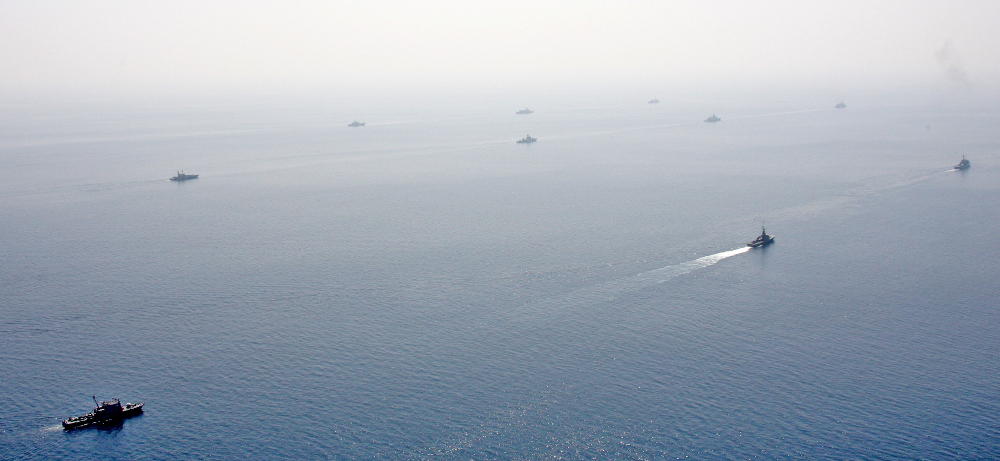
En 2017.

Regroupant dix-sept pays.

### 2022
Camaraderie-Cohésion-Collaboration.
Du 25 au 28 février : une phase portuaire et du 1 au 4 mars une phase en mer et célébrant les soixante-quinze ans le l'indépendance du pays.
Participants :
- Australie : HMAS Arunta
- Bangladesh : BNS Umar Farooq
- France : FS Loire ;
- Indonésie : KRI Eddy Martadinata ;
- Japon : JS Yūdachi ;
- Malaisie : KD Lekiu ;
- Myanmar : UMS King Sin Phyu Shin ;
- Seychelles : SCG PS Zoroaster ;
- Singapour : RSS Tenacious ;
- Corée du sud : ROKS Gwangju (FFG-817)[10] ;
- Sri Lanka : SLNS Sayurala ;
- U.S.A. : USS Fitzgerald ;
- Vietnam : VPNS Quang Trung.

### 2024
Ayant lieu à Visakhapatnam du 19 au 27 février 2024. Participants :
- Australie - HMAS Warramunga (FFH 152)
- Bangladesh - BNS Dhaleshwari
- France - Breguet Atlantic avec la première activation de l'accord Japon/Inde/France[12] ;
- Indonésie - KRI Sultan Iskandar Muda ;
- Iran - IRIS Déna ;
- Japon - JS Sazanami ;
- Malaisie - KD Lekir (F-26) ;
- Maurice - MCGS Victory ;
- Myanmar - UMS King Sin Phyu Shin ;
- Russie - Varyag, Marechal Chapochnikov, Boris Butoma
- Seychelles : SCG PS Zoroaster
- Sri Lanka : SLNS Sayurala
- Thailand : HTMS Prachuap Khiri Khan
- U.S.A. : USS Halsey
- Vietnam : HQ 20